# Бьянвиль-ла-Птит
Бьянви́ль-ла-Птит (фр. 	 Bienville-la-Petite	) — коммуна во французском департаменте Мёрт и Мозель региона Лотарингия. Относится к  кантону Люневиль-Нор.	

## География
Бьянвиль-ла-Птит расположен в 25 км к востоку от Нанси. Соседние коммуны: Бозмон на севере, Крион и Сьонвиллер на востоке, Шантеё и Жоливе на юге, Бонвиллер и Дёвиль на юго-западе, Мекс на западе, Равиль-сюр-Санон и Энвиль-о-Жар на северо-западе.

## Демография
Население коммуны на 2010 год составляло 28 человек.
| 1962 | 1968 | 1975 | 1982 | 1990 | 1999 | 2010 |
| ---- | ---- | ---- | ---- | ---- | ---- | ---- |
| 53   | 44   | 33   | 27   | 33   | 27   | 28   |

## Достопримечательности
- Церковь в стиле ренессанс, неф XVIII века.